# Zbigniew Beiersdorf
Zbigniew Maria Beiersdorf (ur. 2 lipca 1941 w Krakowie) – polski historyk, specjalizujący się w historii architektury i urbanistyki oraz konserwacji zabytków.

## Życiorys
Jest synem historyka Ottona i Marii z Podłęskich. Jego bratem był Maciej Beiersdorf. W 1996 roku otrzymał stopień doktora na Uniwersytecie Jagiellońskim na podstawie pracy Kleparz. Zarys historii rozwoju przestrzennego. Jego promotorem był Piotr Krakowski. Jest pracownikiem UJ w Instytucie Europeistyki, prowadzi także zajęcia na kierunku historii sztuki. Autor publikacji poświęconych architekturze, urbanistyce, sztuce i Krakowowi.
W latach 1990–1999 pełnił funkcję miejskiego konserwatora zabytków w Krakowie. Członek Społecznego Komitetu Odnowy Zabytków Krakowa (SKOZK), Towarzystwa Miłośników Historii i Zabytków Krakowa, Stowarzyszenia Willa Decjusza i Polskiego Komitetu Narodowego ICOMOS. Członek Wojewódzkiej Rady Ochrony Zabytków przy Śląskim Wojewódzkim Konserwatorze Zabytków.
Odznaczony Krzyżem Kawalerskim (2000) i Oficerskim (2020) Orderu Odrodzenia Polski.

## Wybrane publikacje
- Architektura kościoła i klasztoru sióstr klarysek w Starym Sączu, Tarnów 1981 [współautor: Bogusław Krasnowolski].
- Romantyczny zespół pałacowo-parkowy w Grodźcu, Katowice 1982.
- Kościoły Teodora M. Talowskiego w diecezji tarnowskiej, Tarnów 1986.
- Dom pod Globusem: dawna siedziba krakowskiej Izby Handlowej i Przemysłowej, Kraków 1997 [współautor: Jacek Purchla].